# Euterio
Euterio (latino: Eutherius; fl. 337-361) è stato un funzionario e diplomatico romano di età imperiale che servì sotto Giuliano.

## Biografia
Pagano, era nativo dell'Armenia; venne catturato da dei nemici, castrato e venduto ai Romani. Entrò a far parte della corte di Costantino I, dove le sue qualità vennero apprezzate; alla morte dell'imperatore, passò alla corte del figlio Costante I, che però non tenne conto in più occasioni dei buoni consigli del suo eunuco.
Passò poi alle dipendenze del cesare d'Occidente Giuliano, con il rango di praepositus sacri cubiculi. Il futuro imperatore impiegò Euterio come ambasciatore almeno due volte: la prima volta Euterio venne mandato presso l'imperatore Costanzo II a Milano (356/357), a difendere il proprio cesare dalle accuse rivoltegli da Marcellino; la seconda volta, assieme a Pentadio, si recò ancora da Costanzo ma questa volta a Cesarea in Cappadocia, col quale discusse un accordo a seguito dell'acclamazione a imperatore di Giuliano da parte delle truppe.
Si ritriò a vita privata, ma venne richiamato da Giuliano nel tardo 361; si ritirò nuovamente a vita privata, vivendo a Roma come un rispettato cittadino.

### Fonti primarie
- Ammiano Marcellino, Rerum Gestarum Libri XXXI
- Giuliano, Lettere
- Zosimo, Storia nuova

### Fonti secondarie
- Jones, Arnold Hugh Martin, John Robert Martindale, John Morris, The Prosopography of the Later Roman Empire, Cambridge University Press, 1992, ISBN 0521072336, pp. 314–315.